# 大伴宿奈麻呂
大伴宿奈麻呂（生卒年不詳）是大伴安麻呂的第三子。母不詳。他是田村大嬢、坂上大嬢、坂上二嬢的父親。
神龜元年(724年)之前，他曾經寫下和歌給在宮中服侍的情人，萬葉集中收錄了兩首。一般認為他在神龜四年(727年)前後過世。